# Посёлок Школы имени 15 лет Октября
посёлок Школы имени 15 лет Октября — упразднённый в 2004 году посёлок Ермолинского сельского поселения Истринского района Московской области России. Включен в черту деревни Сокольники в городе областного подчинения Истра с административной территорией Московской области.

## История
29 января 2004 года посёлок Школы имени 15 лет Октября был включён в состав деревни Сокольники.

## Инфраструктура
Школа-интернат для слабослышащих детей (Государственное казённое общеобразовательное учреждение Московской области «Истринская общеобразовательная школа-интернат для обучающихся с ограниченными возможностями здоровья»).

## Транспорт
Доступен автомобильным  транспортом. 